# Тук (река)
Тук (фр. Touques) је река у Француској. Дуга је 108 km. Улива се у Ламанш. 